# Aposopsyllus adaptatus
Aposopsyllus adaptatus är en kräftdjursart. Aposopsyllus adaptatus ingår i släktet Aposopsyllus och familjen Paramesochridae. Inga underarter finns listade i Catalogue of Life.